# 卓上のアゲハ
『卓上のアゲハ』（たくじょうのアゲハ）は、古屋樹による日本の漫画作品。『週刊少年ジャンプ』（集英社）にて、2014年30号に読切版が掲載された後、同年51号から2015年22・23合併号まで連載された。話数単位は「第○ゲーム」。

## あらすじ
リリカは誰もが憧れる学園一の美少女。しかし、優雅な高校生活を送る彼女の前に突如、人生を卓球に捧げるドイツ帰りの転校生・アゲハが現れる。しかも、2人は許嫁であった。

## 登場人物

### 繚乱高校

#### 卓球部
花園 アゲハ（はなぞの アゲハ）
本作の主人公。繚乱高校1年。「黄金の継承者」の一人。リリカの許嫁。ドイツから転校してきた。
地味でさえないムッツリスケベだが、卓球に対しては非常に真摯であり、プライドを捨てて仲間に協力を仰ぐなど謙虚な性格。
塔堂 武虎（とうどう たけとら）
繚乱高校2年。「黄金の継承者（最速）」の一人。傲岸不遜でかなりの女好きであり、下ネタを交えた下品なセリフが多い。
自身を負かしたアゲハを越えるため卓球部に入部。海燕との練習試合では2番手を務めた。
宮地 剛（みやじ たける）
繚乱高校3年。アゲハが入学する以前に地区予選でベスト8に進んだ実績がある（本人曰く「クジ運が良かっただけで自分は大した実力はない」とのこと）。その後は不良となり、部を廃部寸前に追い込む原因となっていたが、アゲハとの勝負に敗れたことで卓球への情熱が蘇り、後日無礼を謝罪したうえで再入部した。
部を落ちぶれさせてしまったことに罪悪感を抱き、アゲハや武虎との実力差から自信を持てずにいた。緊張すると腹が緩くなる。

#### その他の生徒
大塚 リリカ（おおつか リリカ）
本作のヒロイン。繚乱高校1年。
学園一の美少女で全男子の憧れの的。始めは卓球を馬鹿にしていたが、アゲハ達の奮闘を目の当たりにして認識を改めることとなる。
アゲハの許婚となることに難色を示している一方、彼のスケベぶりに呆れたり嫉妬する描写もある。

### 海燕学園
牧瀬 羊（まきせ よう）
海燕学園3年・卓球部の主将。カット主戦型（右シェーク）。
｢黄金の継承者（幻惑）｣の一人。
性格は天然、しかし思ったことをそのまま口にしてしまうために口が悪い。
プレースタイルは“羊の皮を被った狼”と形容される。
「デスカット」と「スキッドカット（滑る下回転）」で相手を翻弄する。
犬子 春介（えのこ しゅんすけ）
海燕学園1年。ドライブ主戦型（右シェーク）。
「黄金の継承者（螺旋）｣の一人。
中学から卓球を始めて3年生で全中覇者となる。センスは抜群だが、基礎練習を疎かにする傾向があった。しかし、繚乱との非公式試合でアゲハに敗れたことで自分の驕りを思い知らされ、卓球で二度と負けないために基礎にも重きを置いて0から練習をやり直した。
深層筋（インナーマッスル）に優れており、飛びつきの「エアロドライブ」が強力。
畔柳省吾（くろやなぎ しょうご）
海燕学園3年・卓球部副部長（右シェーク）。
江崎ふじ乃（えざき ふじの）
海燕学園卓球部監督。
卓球黄金時代を支えた13人の世界チャンピオンの一人で犬子の師。
見た目は20代、下手をすれば10代に見えるが実年齢は82歳。
深澤菜甫子（ふかざわ なおこ）
海燕学園卓球部コーチ。70歳。
卓球黄金時代を支えた13人の世界チャンピオンの一人で牧瀬の師。
かつて同じ世界チャンピオンの搭堂との対戦では1度も負けたことがない。

### その他の人物
大塚 伊智葉（おおつか いちよう）
リリカの祖父であり、アゲハの師匠。
卓球黄金時代を支えた13人の世界チャンピオンの一人。

## 書誌情報
- 古屋樹 『卓上のアゲハ』 集英社〈ジャンプ・コミックス〉、全3巻
  1. 「卓球はカッコイイ」2015年3月9日第1刷発行（3月4日発売[集 1]）、ISBN 978-4-08-880390-6
  2. 「海燕学園」2015年5月6日第1刷発行（5月1日発売[集 2]）、ISBN 978-4-08-880409-5
  3. 「頂きへ」2015年6月9日第1刷発行（6月4日発売[集 3]）、ISBN 978-4-08-880429-3

## 前身
『週刊少年ジャンプ』2014年30号に掲載された。